# 愛を積むひと
『愛を積むひと』（あいをつむひと）は2015年の日本の映画。監督は朝原雄三。原作はアメリカのエドワード・ムーニー・Jrの小説「石を積むひと」で、舞台を北海道に移している。
第18回上海国際映画祭・正式出品作品、第40回ブリュッセル国際映画祭外国映画コンペティション部門に出品作品。

## あらすじ
小林篤史と良子のシニア夫婦は東京で町工場の経営に行き詰まり、全てを精算して北海道・美瑛町にポツンと建つロッジ風の一軒家に引っ越した。この家には前の住人が作りかけたスコットランドかアイルランドの田園風な石塀が残されていた。人付き合いもせずゴロゴロしている篤史に石塀作りの続行を提案し、抗議には耳を貸さない良子。心臓病を患う良子は、夫が一人残る将来を案じ、生活に張りを持たせて周囲と交わらせたかったのだ。
地元の造園業者から助っ人として派遣されて来る見習い職人の徹。高校中退でまだ10代の徹は無愛想だが良く働いた。だが、補導歴のある徹には今でも逆らえない拓也というワル仲間がいた。拓也の命令で小林夫妻が留守の夜を教え、空き巣に同行させられる徹。そこへ思いがけず良子が帰宅した。逃げる拓也に突き飛ばされて転倒し気を失う良子。
空き巣の共犯だとは言えぬまま、入院した良子を案じる徹。家事のできない篤史のサポートとして、徹は恋人で女子高生の紗綾を連れて来た。退院しても足を捻挫している良子のために通い続ける紗綾。そんな徹と紗綾を良子は自分の誕生日会に招待した。篤史のプレゼントは一粒の真珠だった。新婚で貧しかった頃から、夫婦は年に一粒づつの真珠を繋げて、色も形も不揃いなネックレスを作り続けて来たのだ。しかし、そのネックレスは先日の空き巣に盗み取られていた。
篤史には黙っていたが、良子の心臓病は進行していた。その年の秋に美しい森で倒れて亡くなる良子。葬儀には東京から一人娘の聡子が駆けつけた。かつて聡子は家庭のある男と不倫をし、相手の妻は自殺未遂騒ぎを引き起こした。その男とは別れたが、篤史は未だに聡子を許せず、父娘の仲はギクシャクしていた。聡子が東京に帰った後、良子から預った手紙を篤史に届けに来る紗綾。死期を悟った良子は篤史に、自堕落にならずに生活し、石塀を完成させて欲しいと言い残していた。
紗英の妊娠を知った直後に警察に連行される徹。拓也が別件で逮捕され、徹の犯行も発覚したのだ。真珠のネックレスなど僅かな品々だけが篤史の元に戻って来た。最後の一粒もネックレスに加えようと、良子の引き出しを開ける篤史。そこには「ネックレスが戻ったなら嬉しい」という良子の手紙が入っていた。空き巣の夜に徹を目撃した良子は、徹を許して欲しいと手紙を残したのだ。その願い通りに被害届を取り下げた篤史は、造園会社をクビになった徹を家に住まわせ、共に石塀を作り続けた。
小規模な酪農家である紗英の両親は徹を許さず、紗英に中絶を勧めていた。若い徹たちを応援して両親を説得する篤史。母親よりも先に折れたのは父の熊二だった。再婚の熊二は紗英とは義理の仲だが娘を愛し、紗英の想いを尊重したのだ。徹は大規模な酪農牧場での修行を課せられ、一年間は帰らずに石狩で過ごすことになった。高校卒業後に男の子を産んで徹の帰りを待つ紗英。
友人になった熊ニの手を借りて石塀作りに励む篤史。ある夜、熊ニと酒を飲んで互いに娘自慢をした篤史は、聡子が幼い頃のアルバムを開き、良子の手紙を見つけた。そこには、聡子に愛を伝えて欲しいと書かれていた。
知人の結婚式で上京し、聡子のマンションのドアノブに紙袋を残そうとした篤史は、保育園児の女の子を連れた聡子と出くわした。妻を亡くし幼い娘を抱えた男と交際して、プロポーズされたと話す聡子。これから彼に会って欲しいと頼まれた篤史は動揺し、その場を去って北海道に帰ってしまった。
100メートル近い石塀は遂に完成した。記念にと良子の遺影をリュックに詰めて、40年ぶりに十勝岳に登る篤史。大学生の頃、篤史は十勝岳山頂で良子にプロポーズしたのだ。しかし、急な雨で足を滑らせた篤史は、あちこち骨にヒビが入って救助された。入院した篤史が重体だと勘違いして聡子に連絡する熊ニ。病院に駆けつけた聡子は、麻酔で寝ている篤史とは話せず、その夜は両親の家に泊まった。
良子の遺影の脇に置かれた紙袋を見つける聡子。それは、篤史が東京で聡子の家に残そうとしたもので、真珠のネックレスと短いが優しい篤史の手紙が入っていた。手紙を読んで泣き崩れる聡子。翌日、聡子はネックレスを着けて父と対面し和解した。良子の手紙の最後の言葉は、篤史に石塀の土台のように次の世代を支え、持ち前の優しさという石を積み続けて欲しいというものだった。

## キャスト
小林 篤史
演 - 佐藤浩市
東京下町で工場を営んでいたが、残りの人生を北海道で過ごすために移住する。仕事一筋でやってきたため、実直だが不器用な性格。
小林 良子
演 - 樋口可南子
篤史の妻。心臓の持病を抱えている。
小林 聡子
演 - 北川景子
篤史の一人娘。
杉本 徹
演 - 野村周平
平間造園の見習い。
上田 紗英
演 - 杉咲花
徹の中学の同級生であり、徹の恋人。
上田 熊二
演 - 柄本明
紗英の義理の父。
上田 美智子
演 - 吉田羊
紗英の実母。
平間造園の親方
演 - 森崎博之
刑事
演 - 佐戸井けん太
鈴原
演 - 岡田義徳

## スタッフ
- 監督 - 朝原雄三
- 脚本 - 朝原雄三、福田卓郎
- 原作 - エドワード・ムーニー・Jr.「石を積むひと」
- 撮影特別協力 - 美瑛町
- 助成 - 文化庁文化芸術振興費補助金
- 制作・配給 - アスミック・エース、松竹
- 制作プロダクション - 松竹撮影所
- 製作 - 「愛を積むひと」製作委員会（アスミック・エース、松竹、WOWOW、KDDI、読売新聞社、北海道テレビ放送、TBSサービス）

## 封切り
全国244スクリーンで公開され、2015年6月20、21日の初日2日間で興収7,812万6,580円、動員6万7,490人になり、映画観客動員ランキング（興行通信社調べ）で初登場第6位となった。

## 受賞
- 第40回ブリュッセル国際映画祭
  - 最優秀女優賞（樋口可南子）[4]
- 第7回TAMA映画賞[7]
  - 最優秀新進男優賞（野村周平）[注 1]
- 第40回報知映画賞
  - 最優秀主演男優賞（佐藤浩市）[注 2][8]
  - 助演女優賞（吉田羊）[注 3][9]
- 第58回ブルーリボン賞
  - 助演女優賞（吉田羊[注 4][10]）
- 第37回ヨコハマ映画祭[11]
  - 最優秀新人賞（杉咲花[注 5]）